# برایم‌آباد
برایم‌آباد، روستایی است از توابع بخش مرکزی شهرستان پیرانشهر و در شهرستان پیرانشهر استان آذربایجان غربی ایران.

## جمعیت
این روستا در دهستان پیران قرار داشته و بر اساس سرشماری سال ۱۳۸۵ جمعیت آن ۴۰ نفر (۴ خانوار)
بوده است.